# Prostějov
Prostějov er en by i det østlige Tjekkiet med 43.563(2024) indbyggere. Byen ligger i regionen Olomouc.